# Silicon Graphics
SGI neboli Silicon Graphics International Corp., je americká firma založená Jimem Clarkem a Abbey Silverstonem v roce 1982 v Kalifornii. Jejich prvním produktem byl software a hardware na vývoj 3D počítačové grafiky.
SGI je vedoucím dodavatelem škálovatelných výpočetních systémů, clusterovaných storage zařízení, HPC technologií, řešení pro datová centra spolu s profesionálními službami. SGI pomáhá řešit nejnáročnější obchodní i technologické výzvy v uvedených odvětvích.
Systémy SGI dosahují prvotřídních parametrů především díky kombinaci unikátní technologie NUMAflex, výpočetnímu výkonu procesorů Intel a otevřené platformy operačního systému Linux. Technologie NUMAflex umožňuje vytvořit flexibilní platformu s nezávislou rozšířitelností počtu procesorů, kapacity sdílené paměti a propustností vstupních a výstupních kanálů.

## Vizte též
- IRIX
- Columbia
- SCO a SGI
- OpenGL
- XFS
- Linux